# جو کراوتر
الگو:Infobox Speedway rider
جو کراوتر (انگلیسی: Joe Crowther؛ زادهٔ ۱۹۱۳) بازیکن فوتبال اهل English است.
از باشگاه‌هایی که در آن بازی کرده‌است می‌توان به باشگاه فوتبال کروک تاون اشاره کرد.